# Maviye Karaman Ince

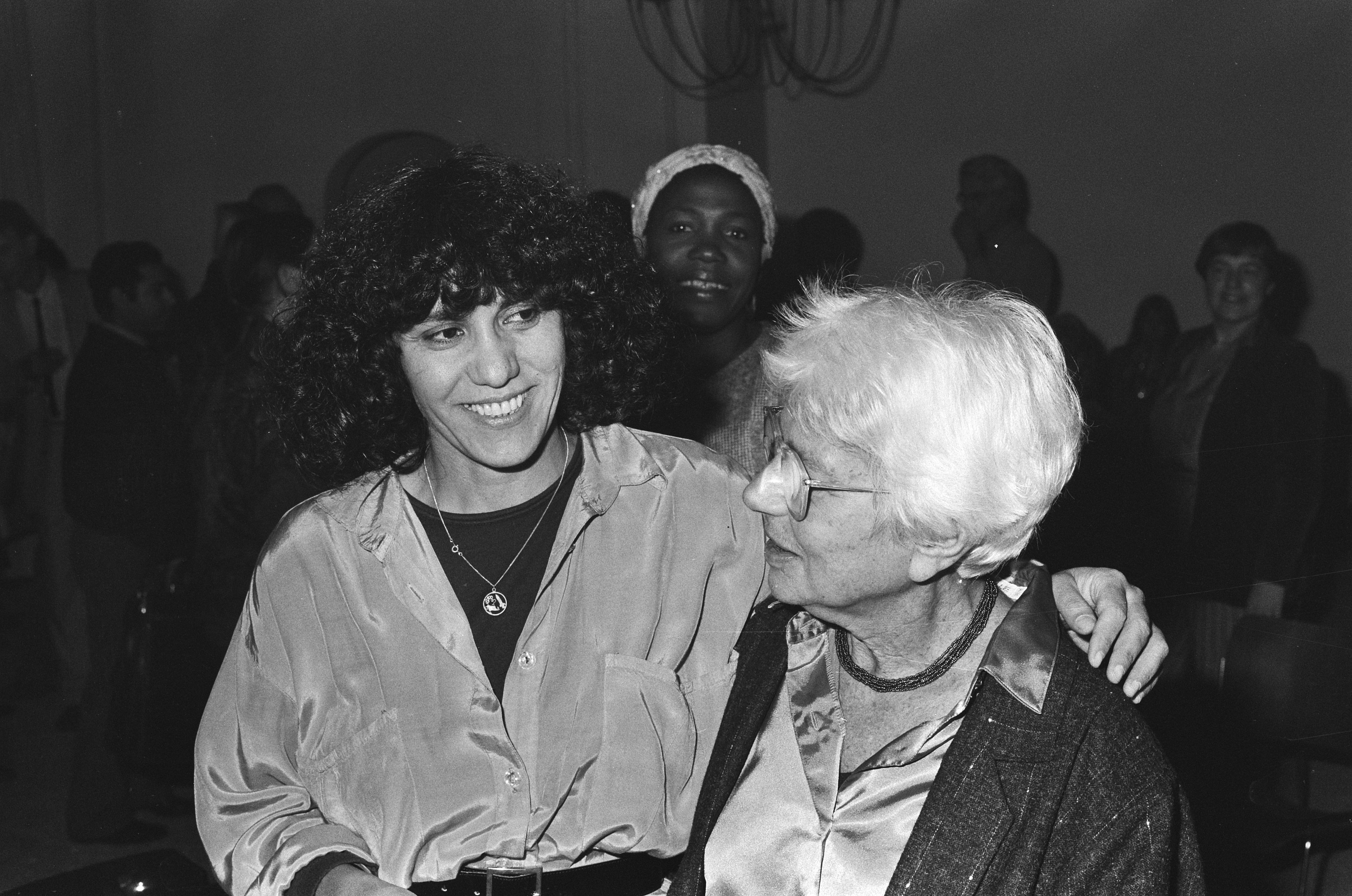
Ince en Eva Besnyö (1985)

Maviye Karaman Ince (geboren 1949) is een Turks-Nederlands pleitbezorgster van de emancipatie van migrantenvrouwen in Nederland.
Ze werd geboren in Erzurum in het noordoosten van Turkije. Ze heeft Turkse taal en literatuur gestudeerd aan de universiteit van Istanbul. Daar leerde ze Nihat Karaman kennen, die architectuur studeerde. Nadat ze getrouwd waren, verhuisden ze in 1973 naar Nederland. Daar werden ze in de jaren 70 dé exponenten van de progressieve Turkse beweging in Nederland. Maviye Karaman richtte de Turkse vrouwenvereniging Hollanda Türkiyeli Kadınlar Birliği, HTKB op, alsmede de Amsterdamse afdeling ATKB. Nihat Karaman was voorzitter van de Turkse Arbeidersvereniging (Hollanda Türkiyeli Isçiler Birliği, HTIB). De HTIB had banden met de communistische partij in Turkije en stond daarmee lijnrecht tegenover de extreemrechtse Milliyetci Hareket Partisi, MHP en de Grijze Wolven.
Maviye Karaman ontving in 1985 de Harriët Freezerring van het feministisch maandblad Opzij. In 1988 kreeg ze de eerste Clara Meijer-Wichmann Penning vanwege haar inzet voor migrantenvrouwen. Datzelfde jaar werd haar man doodgeschoten. 